# Pere Mañé i Baleta
Pere Mañé i Baleta (Esplugues de Llobregat, 21 de juny de 1897 - 18 de maig de 1982) fou un violinista, director de corals i compositor català.

## Biografia
Pere Mañé i Baleta nascut a Esplugues de Llobregat el 21 de juny de 1897 és fill d'una família humil i treballadora. De petit cantava a la parròquia d'Esplugues i l'organista Pau Gelabert, en descobrir les seves aptituds musicals, va ensenyar-li solfeig i piano. Posteriorment estudià solfeig, violí i harmonia i instrumentació amb el compositor i director d'orquestra Cassià Casademont i Busquets.
A l'edat de 17 anys inicia la seva carrera com a músic creant l'orquestra de Cornellà, juntament amb el seu germà Josep, per engrescar i fer ballar el jovent a les festes majors. Tanmateix toca el flabiol i tamborí en cobles, treballa de músic tocant el violí en diferents teatres com el Dorado, Noveda i Tivolí. I també entra a ser el primer violí a l'orquestra Munné d'Esparraguera.
Cors i orfeons ocuparen una part important de la seva vida musical. S'inicià en el camp de la de la direcció coral conduint la Unió Coral de Cornellà. Després fundà l'Orfeó de l'Ateneu Santjustenc. Al 1940 fou nomenat director del cor Lo Pom de Flors i l'any 1950 de l'orfeó Enric Morera. També dirigí l'Orfeó Catalònia de Cornellà i el 1959 fundà la Coral Santa Magdalena d'Esplugues, per encarregar-se més tard del cor Novells de Cerdanyola fins a l'any 1972.
El dia 18 de maig de 1982 a l'edat de 85 anys mor Pere Mañé i Baleta.
| ANY  | FET |
| 1897 | Neix a Esplugues de Llobregat |
| 1906 | Inicia els estudis musicals amb Pau Gelabert |
| 1910 | Amplia els estudis musicals amb Cassià Casademont a Barcelona                                                                                                   |
| 1914 | -Forma l'orquestra de Cornellà amb el seu germà, Josep -És primer violí a l'orquestra Munné d'Esparraguera -Toca en diferents cobles -Toca en diferents teatres |
| 1936 | Període d'inactivitat musical |
| 1940 | Reprèn els assajos amb les corals |
| 1950 | Primer director de l'Orfeó Enric Morera de Sant Just Desvern |
| 1959 | Funda la Coral Santa Magdalena d'Esplugues de Ll. |
| 1982 | Mor a Esplugues de Ll. el 18 de maig de 1982 |

## Obres
El fons personal de Pere Mañé i Baleta es conserva a l'arxiu municipal d'Esplugues de Llobregat. On trobarem totes les seves obres compositives tant manuscrites com impreses.
Durant els seus anys de vida Pere Mañé va escriure un gran nombre d'obres:
- 34 sardanes (majoritàriament ballables, però algunes de concert amb veus)
- 6 poemes simfònics per cor i cobla
- Unes vint cançons per a piano i veu
- Harmonitzacions varies
- Sonates per a violí i piano
- Caramelles
- Música lleugera
- Una Sarsuela lírica: La Festa de la placeta

Les seves sardanes més representatives són: Adelaida (1943), Carme (1953), Baix en lloc (1960), La vila d'Esplugues (1971), Les fonts de Peramola (1974), Natàlia (1975), Els Dansaires de l'Avenç (1975) i Enyor (1974).
També cal destacar la cançó La Rosa Vermella que és un poema de Maria Rosa Buigas escrit l'any 1968 i musicat per Pere Mañé l'any 1969. I la Sarsuela lírica La Festa de la Placeta (1947) escrita en col·laboració amb el lletrista santjustenc Jaume Villanova. 